# Платформп (видеохостинг)
Платформа - Российский аналог видеохостинга YouTube. Данный видеохостинг был разработан 28 июля 2024 года. Разработкой занимается российская IT-компания Rteam. Интерфейс и Функционал максимально приближены к YouTube.